# Toresta
Toresta är en gård belägen i Låssa socken i Upplands-Bro kommun.
Gårdens ursprungliga namn, Thorlastum, är troligen del av mansnamnet Thorleif eller Thorlaf, sammansatt med stadhir eller stadh. Namnet Thorlastum är belagt  1349.
På 1500-talet donerade Johan III gården till sin svärson Pontus De la Gardie. Under större delen av 1600-talet var Lennart Torstensson ägare och därefter hans son Anders. Senare bytte blev familjen Posse ägare och Christer Posse uppförde omkring 1780 en stor huvudbyggnad och två flyglar där gården ligger i dag. Andra ägare under 1800-talet var familjerna Cronhielm, Silfverstolpe, Bergenstråhle och Tauvon. Under större delen av 1900-talet ägdes Toresta av familjen Wingårdh. 
Den stora huvudbyggnaden flyttades 1835 och återuppfördes i Norrköping. En av flyglarna byggdes därefter om till huvudbyggnad. Den stora byggnaden mitt emot med sadeltak är den andra flygeln i ursprungligt utförande.
Parken omkring gården är i stora delar i ursprungligt skick. Parken var redan på 1860-talet berömd för sitt bokbestånd. Två valnötsträd finns också i parken, vilket, liksom bokskogen, är ovanligt i denna del av Sverige.
Toresta var privatbostad till 1982, då hotellflygeln byggdes och hotellet öppnades. Hotellverksamheten drevs av Leif Bonér i 20 år och från januari 2004 av Thomas Sved; antalet rum utökades då till 40 rum. I maj 2019 sålde Sved anläggningen.